# Виєздне (Арзамаський район)
Виєздне (рос. Выездное) — робітниче селище в Арзамаському районі Нижньогородської області Російської Федерації.
Населення становить 7618 осіб. Входить до складу муніципального утворення робітниче селище Виєздне.

## Історія
Від 2009 року входить до складу муніципального утворення робітниче селище Виєздне.

## Населення
| 1959  | 1979  | 1989  | 1999  | 2002  | 2008  | 2009  |
| ----- | ----- | ----- | ----- | ----- | ----- | ----- |
| 5049  | ↗7458 | ↗8310 | ↘8000 | ↘7992 | ↗8087 | ↗8134 |
| 2010  | 2011  | 2012  | 2013  | 2014  | 2015  | 2016  |
| ↘8089 | ↗8100 | ↘8030 | ↘7906 | ↘7809 | ↗7826 | ↘7799 |
| 2017  |       |       |       |       |       |       |
| ↘7779 |       |       |       |       |       |       |